# Sêo Inácio
Sêo Inácio (ou O Cinema do Imaginário) é um curta-metragem brasileiro que conta a história de um célebre cinéfilo natalense chamado popularmente de Seu Inácio. O curta foi dirigido por Helio Ronyvon. O filme foi a primeira produção potiguar a ser indicada para o Festival de Cinema de Gramado.

## Sinopse
O que é a memória para alguém que já viveu e já viu muitas vidas nas telas? "Sêo Inácio (ou o cinema do imaginário)" conta um pouco da vida de Inácio Magalhães de Sena, cinéfilo potiguar que já assistiu a mais de 20 mil filmes e alia sua sabedoria a uma vivacidade intensa.